# Conus albuquerquei
Conus albuquerquei é uma espécie de gastrópode do gênero Conus, pertencente à família Conidae.